# Амбрис, Фидель
Фиде́ль Даниэ́ль Амбри́с Гонса́лес (исп. Fidel Daniel Ambríz González; род. 21 марта 2003, Леон, Гуанахуато) — мексиканский футболист, полузащитник клуба «Монтеррей» и сборной Мексики.

## Клубная карьера
Амбрис — воспитанник клуба «Леон». 10 ноября 2019 года в матче против «Толуки» он дебютировал в мексиканской Примере. В 2020 году Амбрис помог клубу выиграть чемпионат. 10 мая 2021 года в поединке против «Толуки» Фидель забил свой первый гол за «Леон». 18 марта 2022 года в матче Лиги чемпионов КОНКАКАФ против американского «Сиэтл Саундерс» он забил гол. 

## Международная карьера
В 2022 году в составе молодёжной сборной Мексики Амбрис принял участие в молодёжном Кубке КОНКАКАФ в Гондурасе. На турнире он сыграл в матчах против сборных Суринама, Тринидада и Тобаго, Гаити, Пуэрто-Рико и Гватемалы. В поединках против пуэрториканцев и суринамцев Фидель забил по голу.

## Достижения
Клубные
 «Леон»
- Победитель мексиканской Примеры — 2020